# Nadleśnictwo Międzyrzec
Nadleśnictwo Międzyrzec – nadleśnictwo położone w województwie lubelskim w dwóch powiatach: bialskim i radzyńskim (gminy: Międzyrzec Podlaski, Biała Podlaska, Drelów, Rossosz, Komarówka oraz miasto Międzyrzec Podlaski.
Nadleśnictwo Międzyrzec zarządza gruntami o powierzchni 13 325 ha w tym powierzchnia leśna 13 016 ha. Podzielone jest na 2 obręby i 10 leśnictw.
W skład nadleśnictwa wchodzą też: rezerwat przyrody Liski.

## Leśnictwa
- Bereza
- Dołha
- Leszczanka
- Przyłuki
- Sitno
- Sokule
- Witoroż
- Woroniec
- Żelizna
- Żerocin

## Historia
Nadleśnictwo Międzyrzec utworzono w roku 1973 w wyniku połączenia nadleśnictw Grabarka i Międzyrzec.
Nadleśnictwo Grabarka powstało w roku 1947 z lasów państwowych nadleśnictwa Kijowiec oraz z własności prywatnych hrabiego Potockiego.
Nadleśnictwo Międzyrzec utworzono w 1945 z majątków Międzyrzec Podlaski, Styrzyniec, Turów i Witoroż. Przed II wojną światową stanowiło w całości własność prywatną Potockich, a do połowy XIX wieku lasy te były własnością Sapiehów.

## Drzewostan
Głównym gatunkiem rosnącym w nadleśnictwie Międzyrzec jest sosna zwyczajna (67% powierzchni; 72,2% zasobności).Poza tym rosną tu także: brzoza brodawkowata (11,3% powierzchni; 8,6% zasobności), dąb (10,3% powierzchni; 9,6% zasobności), olsza czarna, modrzew, świerk, jesion, grab, topola, osika i lipa.